# Comuna Ștormove, Novoaidar
Ștormove (în ucraineană Штормове) este o comună în raionul Novoaidar, regiunea Luhansk, Ucraina, formată din satele Kovpakî, Peremojne, Petrenkove, Ștormove (reședința) și Trudove.

## Demografie
Componența lingvistică a comunei Ștormove
     Ucraineană (86,61%)
     Rusă (12,76%)
     Alte limbi (0,21%)
Conform recensământului din 2001, majoritatea populației comunei Ștormove era vorbitoare de ucraineană (86,61%), existând în minoritate și vorbitori de rusă (12,76%).